# Банда с Лавендер Хилл
«Банда с Лавендер Хилл» (англ. The Lavender Hill Mob) — кинофильм режиссёра Чарльза Крайтона, вышедший на экраны в 1951 году. Лента располагается на 17-м месте в списке 100 лучших британских фильмов за 100 лет по версии BFI (1999).

## Сюжет
Генри Холланд — скромный клерк, в течение многих лет отвечающий за перевозку слитков золота от места их выплавки до сейфов государственного банка. Он мечтает о большем, однако, несмотря на близость к большим сокровищам, понимает всю трудность ситуации: даже если удастся устроить ограбление фургона, перевозящего слитки, золото невозможно будет продать в Англии, а значит его необходимо каким-то образом переправить на континент. Задумка приобретает реальные очертания после появления в пансионе на Лавендер Хилл, где живёт мистер Холланд, нового жильца — некоего Пендлбери, занимающегося изготовлением сувениров в форме Эйфелевой башни и последующей их продажей в Париже. Холланд излагает новому знакомому свой план, и тот соглашается…

## В ролях
- Алек Гиннесс — Генри «Датч» Холланд
- Стэнли Холлоуэй — Альфред «Эл» Пендлбери
- Сид Джеймс — Лэкери Вуд
- Альфи Басс — Шорти Фишер
- Марджори Филдинг — миссис Чалк
- Эди Мартин — мисс Эвешем
- Джон Салью — Паркин
- Рональд Адам — Тёрнер
- Одри Хепбёрн — Чикита (в эпизоде)
- Роберт Шоу - химик на полицейской выставке
- Роберт Кут — официант в ресторане (в титрах не указан)

## Награды и номинации
- 1951 — участие в конкурсе Венецианского кинофестиваля.
- 1952 — премия BAFTA за лучший британский фильм, а также номинация в категории «лучший фильм».
- 1952 — премия «Серебряная лента» Итальянского национального синдиката киножурналистов в категории «лучший зарубежный актер» (Алек Гиннесс).
- 1953 — премия «Оскар» за лучший сценарий (Тибби Кларк), а также номинация в категории «лучшая мужская роль» (Алек Гиннесс).
- 1953 — номинация на премию Гильдии режиссёров США за лучшую режиссуру — Художественный фильм (Чарльз Крайтон).
- 1999 — 17-е место в списке 100 лучших британских фильмов за 100 лет по версии BFI.